# Hubertka (schronisko)
Hubertka – czeskie schronisko turystyczne, położone w Górach Izerskich na wys. 621 m n.p.m.

## Historia

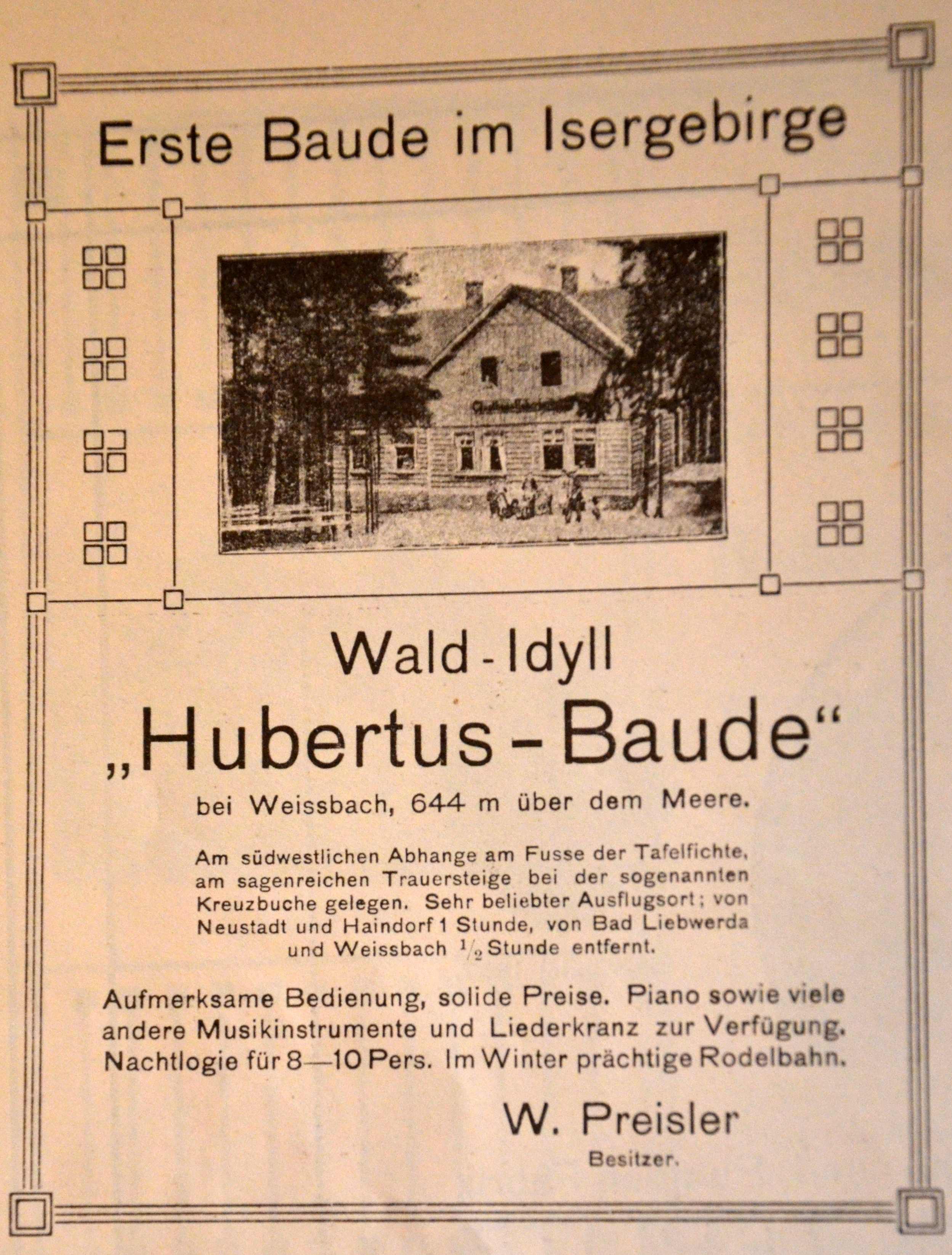
Reklama schroniska (ok. 1910)

Obiekt jest określany jako najstarsze schronisko w Górach Izerskich. Sam budynek powstał w latach 1906-1907, natomiast wcześniej istniał na tym miejscu bufet zwany Hubertus Hütte, serwujący jedzenie i napoje. Schronisko, zwane następnie Hubertusbaude pozostawało przynajmniej do 1936 roku w rękach rodziny Richterów. Jego kolejnymi gospodarzami byli Wilhelm Preisler (1910), Josef Hofbauer (1927), Gustav Augsten (1930-1939) oraz Marie Walterová (do końca II wojny światowej).
Po wojnie zdewastowany budynek przejęły czechosłowackie Lasy Państwowe, urządzając tu Obóz Robotniczy Lasów Państwowych Frýdlant z przeznaczeniem na pobyt pracowników. W 1972 roku obiekt przejął klub sportowy TJ Jiskra Hejnice, przywracając go do ruchu turystycznego. Organizowano tu obozy wymienne, internat dla robotników leśnych i półoficjalnie udzielano noclegów turystom. W tym okresie budynek zelektryfikowano (1981) oraz wybudowano zaplecze sanitarne (1995). Klub gospodarował obiektem do 1999 roku, kiedy to wynajęto go prywatnym przedsiębiorcom.

## Warunki pobytu
Schronisko oferuje 37 miejsc noclegowymi w pokojach wieloosobowych (2-8 łóżek). W budynku znajduje się kuchnia turystyczna, świetlica i wspólne zaplecze sanitarne. W 2007 roku do schroniska dobudowano część bufetową.

## Szlaki turystyczne
- Hejnice - Lázně Libverda - Hubertka - Nebeský žebřík (węzeł szlaków, 931 m n.p.m.) - Předěl (890 m n.p.m.) - Pytlácké kameny (975 m n.p.m.) - Jelení stráň (1018 m n.p.m.) - Jizerka
- Nové Město pod Smrkem, węzeł szlaków U Spálené hospody - U červeného buku (węzeł szlaków, 694 m n.p.m.) - Hubertka - Bartlova bouda - Předěl (890 m n.p.m.) - Smědava
- Hejnice - Bílý Potok - Hubertka
- Hubertka - Kočičí kameny (595 m n.p.m.)